# تاريخ الاتصالات

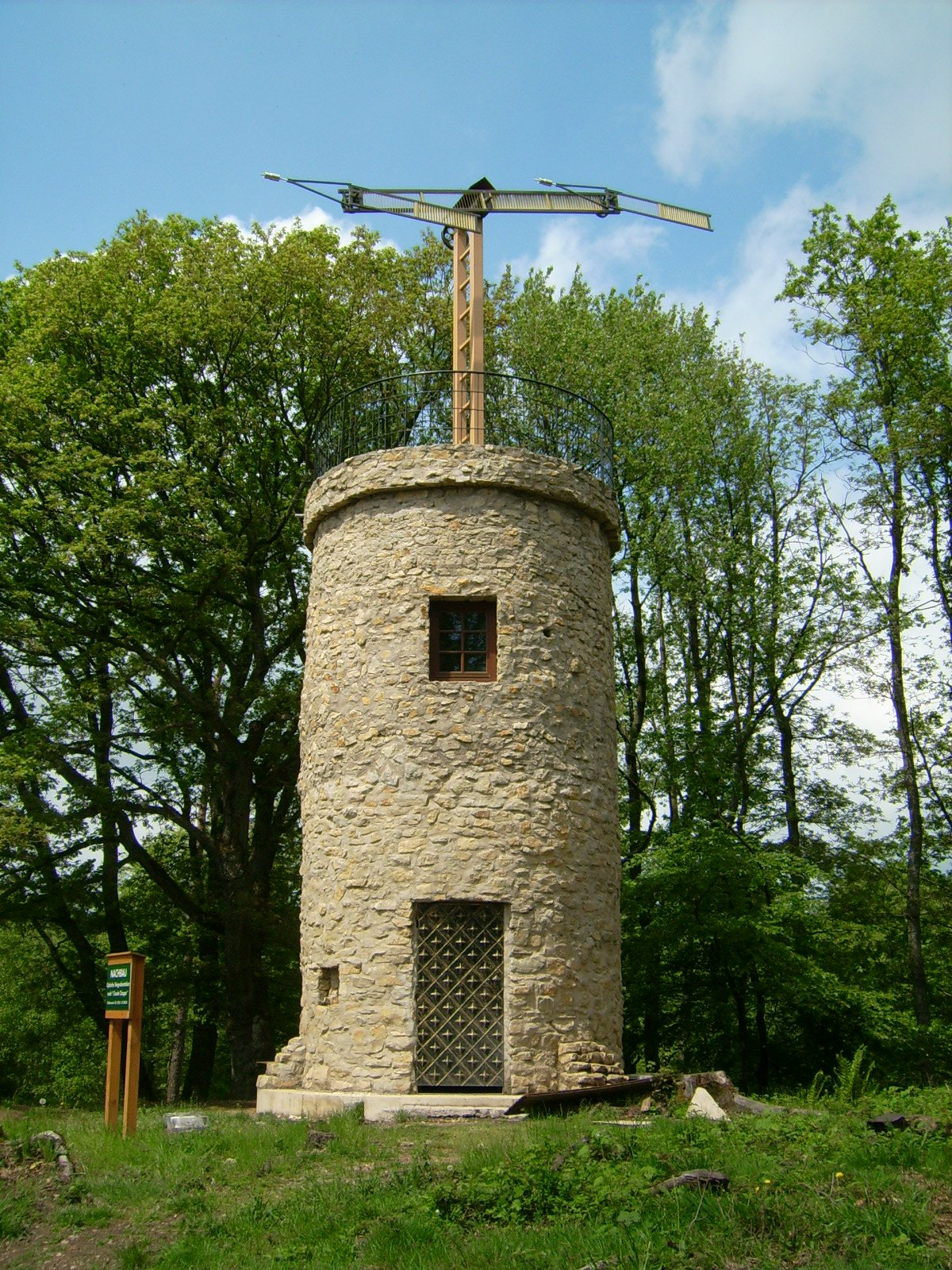
نسخة من أول خط سيمافور اخترعه كلوب تشاب. أبراج (ضوئي برقية) في نالباخ، ألمانيا

بدأ تاريخ الاتصالات باستخدام الإشارات الدخانية والطبول في أفريقيا والإمريكيتين وبعض أجزاء آسيا. في عقد 1790، ظهر أول أنظمة الإشارة في أوروبا؛ لكن لم تبدأ نظم الاتصال عن بعد الكهربائية في الظهور حتى عقد 1830. تتضمن هذه المقالة معلومات عن تاريخ الاتصالات والأفراد الذين ساهموا في تطوير نظم الاتصالات السلكية واللاسلكية حتى وصلت إلى ما هي عليه الآن. يعتبر تاريخ الاتصالات جزء هام من مفهوم أكبر وهو تاريخ التواصل.

## الأنظمة القديمة والإبراق الضوئي
تضمنت طرق الاتصال عن بعد الأولى الإشارات الدخانية والطبول. استُخدمت الطبول الناطقة من قبل السكان الأصليين في أفريقيا، والإشارات الدخانية في أمريكا الشمالية والصين. خلافًا لما قد يعتقده المرء، كانت هذه الأنظمة تُستخدم غالبًا لأغراض أكثر من مجرد الإعلان عن وجود معسكر للجيش.
في اليهودية الحاخامية، كانت تُعطى إشارة عن طريق المناديل أو الأعلام على مسافات متقطعة على طول الطريق إلى الكاهن الكبير للإشارة إلى أن الماعز «لِعزازيل» قد دُفعت من الجرف.
استُخدم الحمام الزاجل في بعض الفترات على مر التاريخ من قبل الثقافات المختلفة. كان لبريد الحمام جذور فارسية، واستخدمه الرومان لاحقًا لمساعدة جيشهم.
استُخدمت أنظمة الإشارة الهيدروليكية اليونانية في أوائل القرن الرابع قبل الميلاد. كانت أجهزة الإشارة الهيدروليكية، التي استخدمت الأوعية المملوءة بالماء والإشارات البصرية، تعمل بصفتها تلغرافًا بصريًا. ولكنها استطاعت فقط استخدام مجموعة محدودة جدًا من الرسائل المحددة سابقًا، ومثلما هو الحال مع جميع أشكال التلغراف البصري، فلا يمكن نشرها إلا في ظروف الرؤية الجيدة.
خلال العصور الوسطى، كانت سلاسل من المنارات تُستخدم عادةً على قمم التلال وسيلةً لنقل الإشارة. عانت سلاسل المنارات من عائق إمكانيتها تمرير جزء واحد فقط من المعلومات، وبالتالي فإن الإشارة التي تعني رسالة مثل «رُصد العدو» كان لا بد من الاتفاق عليها مسبقًا. من الأمثلة البارزة على استخدام سلاسل المنارات التنبيه من الأرمادا الإسبانية، عندما نقلت سلسلة من المنارات إشارة من بليموث إلى لندن تشير إلى وصول السفن الحربية الإسبانية.
بدأ المهندس الفرنسي كلود شابي العمل على التلغراف البصري في عام 1790، وذلك باستخدام أزواج من «الساعات» التي تشير عقاربها إلى رموز مختلفة. لم تثبت هذه الطريقة فعاليتها للمسافات البعيدة، وعدل شابي نموذجه باستخدامه مجموعتين من العوارض الخشبية ذات المفاصل. حرّك المشغلون العوارض باستخدام الأذرع والأسلاك. أنشأ أول خط تلغراف بين ليل وباريس، وتبعه خط من ستراسبورغ إلى باريس. في عام 1794، بنى المهندس السويدي، أبراهام إيدلكرانتس، نظامًا مختلفًا تمامًا من ستوكهولم إلى دروتنينهولم. على عكس نظام شابي الذي تضمن بكرات تُدوِّر عوارض خشبية، اعتمد نظام إيدلكرانتس فقط على مصاريع وبالتالي كان أسرع.
ولكن، عانى نظام الإعلام الإشاري باعتباره نظام اتصالات من حاجته إلى المشغلين المهرة وكلفة الأبراج باهظة الثمن التي تكون المسافات فاصلة بينها غالبًا من عشرة كيلومترات إلى ثلاثين كيلومترًا فقط (ستة أميال إلى تسعة عشر ميلًا). نتيجةً لذلك، استُغني عن آخر خط تجاري في عام 1880.

## التلغراف الكهربائي

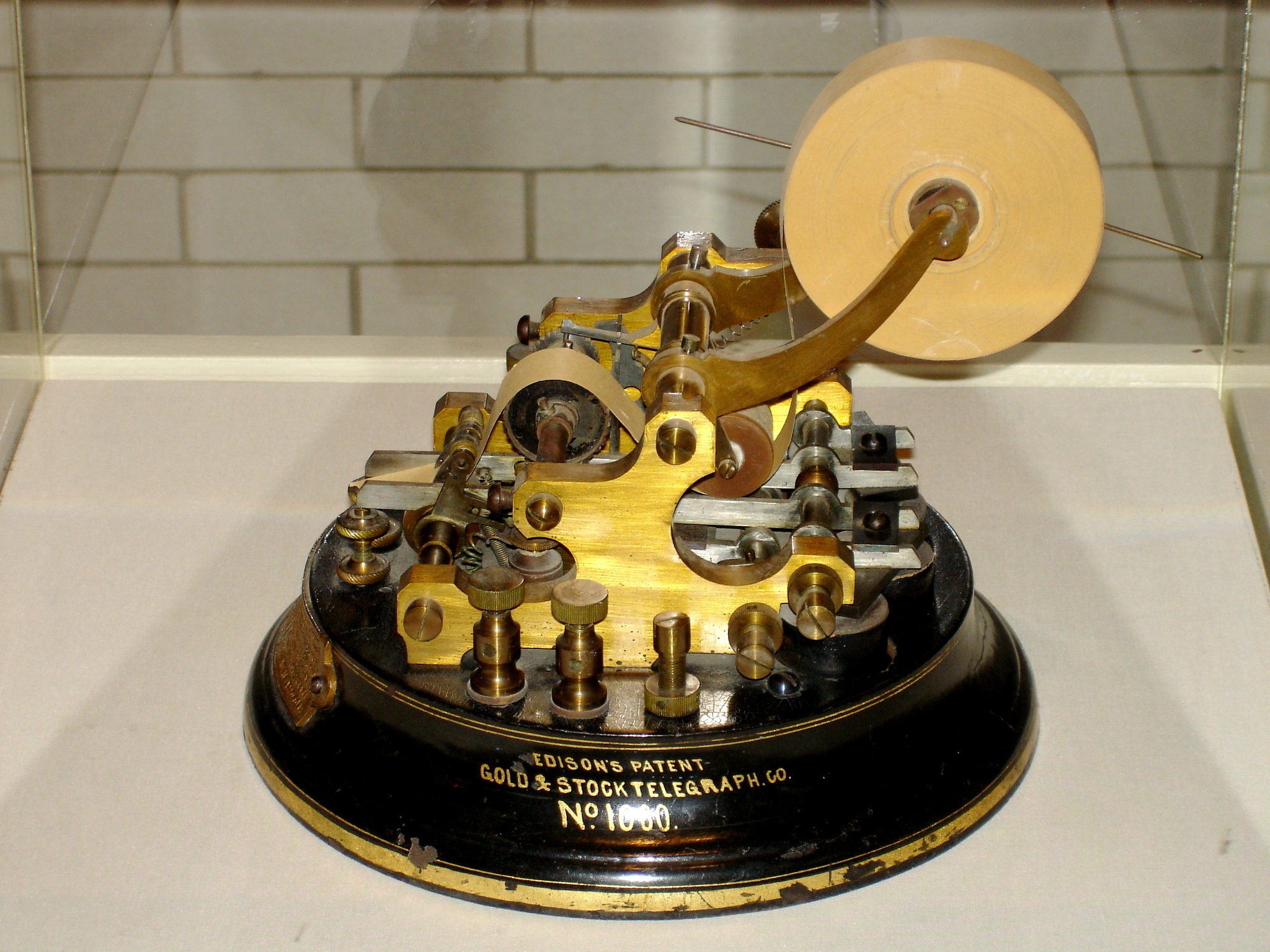
التلغراف الكهربائي متحف هنري فورد، ديربورن، ميتشيغن.

بدأت التجارب للاتصال عن بعد باستخدام الكهرباء، والتي فشلت في البداية، في عام 1726 تقريبًا. شارك العلماء في التجارب ومن ضمنهم لابلاس وأمبير وغاوس.
كانت أولى التجارب في الإبراق الكهربائي عبارة عن تلغراف «كهروكيميائي» ابتكره الطبيب الألماني وعالم التشريح والمخترع صموئيل توماس فون سومرينغ في عام 1809، استنادًا إلى تصميم سابق أقل فعالية في عام 1804 من قبل العالم والموسوعي الإسباني فرانسيسكو سيلفا كامبايلو. استخدم كلا التصميمين أسلاكًا متعددةً (حتى 35) من أجل التمثيل البصري لكل الحروف والأرقام اللاتينية تقريبًا. وبالتالي، يمكن نقل الرسائل كهربائيًا حتى بضعة كيلومترات (وفقًا لتصميم فون سومرينغ)، مع غمر كل سلك من أسلاك مستقبل التلغراف في أنبوب زجاجي منفصل مليء بالحمض. يُطبق التيار الكهربائي بالتسلسل من قبل المرسل عبر الأسلاك المختلفة التي تمثل كل رقم من الرسالة؛ في طرف المستلم، تُحلل التيارات الحمض في الأنابيب كهربائيًا بالتسلسل، ما يؤدي إلى إطلاق دفقات من فقاعات الهيدروجين بجوار كل حرف أو رقم مرتبط بالرسالة. يُراقب مُشغل مستقبل التلغراف الفقاعات بصريًا، ويمكنه بعد ذلك تدوين الرسالة المرسلة، ولكن بمعدل بود منخفض جدًا. كان العيب الرئيسي للنظام تكلفته الباهظة، وذلك بسبب الحاجة إلى تصنيع الدوائر السلكية المتعددة التي يستخدمها النظام وتعليقها، على عكس السلك المفرد (مع مسرى تيار عائد أرضي) المستخدم في أنظمة التلغراف اللاحقة.

## وصلات خارجية
- Katz, Randy H., "تاريخ البنى التحتية للاتصالات" نسخة محفوظة 30 سبتمبر 2011 على موقع واي باك مشين.، قسم الهندسة وعلوم الحاسب الآلي، جامعة كاليفورنيا، بيركلي.
- اتحاد الاتصالات الدولي
- المتحف الافتراضي لمجموعة تاريخ الاتصالات
- تاريخ الاتصالات في ألمانيا
- تاريخ الاتصالات في فرنسا